# Podgrađe (żupania splicko-dalmatyńska)
Podgrađe – wieś w Chorwacji, w żupanii splicko-dalmatyńskiej, w mieście Omiš. W 2011 roku liczyła 280 mieszkańców.